# Theater Pfütze
Das Theater Pfütze e. V. ist ein  freies Theater, das 1986 in Nürnberg gegründet wurde.
Der Schwerpunkt der Inszenierungen der Zwei-Sparten-Hauses (Pfütze-Schauspiel und Musiktheater jungeMET) liegt in der Dramatisierung bedeutender Kinderromane, oft in Zusammenarbeit mit den Autoren. Daneben finden auch Eigenproduktionen sowie moderne Stücke Eingang in das Repertoire.

## Geschichte
Lange Jahre war die Pfütze als mobiles Theater unterwegs, die erste feste Spielstätte wurde 1997 in Nürnberg-Gostenhof eröffnet. Im November 2007 konnte das Theater Pfütze einen Neubau im Zentrum der Stadt beziehen, das nach den Plänen des Architekten Volker Staab errichtet wurde. Das neue Haus bietet einen modernen Theatersaal mit Platz für 180 Gäste, ein Café im Foyer und einen großen Vorplatz zum Spielen und Feiern. Aktuell besteht das Ensemble aus einem künstlerischen Leitungsteam, einer Geschäftsführung sowie siebzehn festen Mitarbeiter·innen (Stand 2023).
Die vier Gründungsmitglieder Christine Janner, Regine Oßwald, Jürgen Decke und Christian Schidlowsky nannten ihr Theater Pfütze, weil Kinder Pfützen lieben und weil sich die ganze Welt in einer Pfütze spiegeln kann. Der künstlerische Durchbruch gelang dem mobilen Theater 1992 mit Flammenpflücker und der Einladung zum Berliner Kinder- und Jugendtheatertreffen.

## Auszeichnungen (Auswahl)
- 1993 Nürnberg-Stipendium
- 1996 Sonderpreis des Deutschen Kulturpreises für Kultur von und mit Kindern
- 1997 Förderpreis des Wolfram-von-Eschenbach-Kulturpreises
- 1999 Darstellerpreis der Bayerischen Theatertage für Gründungsmitglied Regine Oßwald
- 2001 Bayerischer Theaterpreis
- 2000, 2002 und 2006 Kindertheaterpreis der Bayerischen Theatertage
- 2007 Friedrich-Baur-Preis für Darstellende Kunst
- 2008 Jugendtheaterpreis der Bayerischen Theatertage
- 2009 Bühnenpreis der Bayerischen Theatertage für Andreas Wagner
- 2012 Nominierung für den Deutschen Bühnenpreis FAUST
- 2012 Kulturpreis Bayern der E.ON Bayern AG
- 2015 Zündstoff-Preis des Arbeitskreises Kinder- und Jugendtheater Bayern